# Venezillo pumilus
Venezillo pumilus là một loài chân đều trong họ Armadillidae. Loài này được Budde-Lund miêu tả khoa học năm 1893.